# Pośredni Żleb (Dolina Jarząbcza)

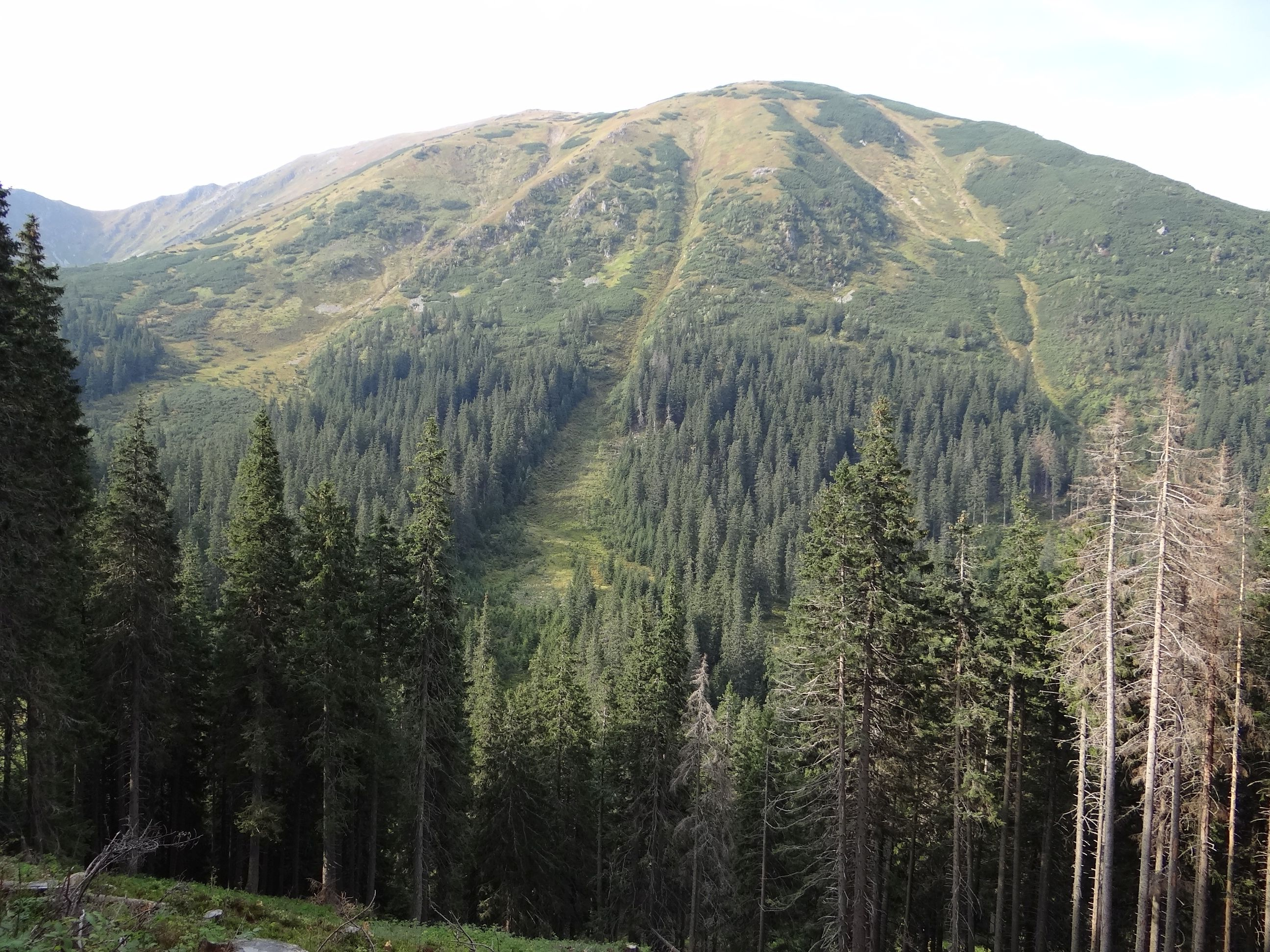
Widok z Jarząbczych Szałasisk. Środkowy z trzech żlebów to Pośredni Żleb

Pośredni Żleb – żleb w Dolinie Jarząbczej w Tatrach Zachodnich. Opada z północno-wschodnich stoków Czerwonego Wierchu do dna Doliny Jarząbczej, naprzeciwko wylotu Szerokiego Żlebu. Jest to płytki żleb z pojedynczym, nierozgałęzionym, trawiastym korytem. Jego okolice są trawiaste, niżej porośnięte kosodrzewiną, a w samym dole lasem. Dawniej były bardziej trawiaste, były to bowiem tereny wypasowe Hali Jarząbczej.